# ۲-آمینواکریدین
۲-آمینواکریدین (به انگلیسی: 2-Aminoacridine) با فرمول شیمیایی C۱۳H۱۰N۲ یک ترکیب شیمیایی با شناسه پاب‌کم ۱۱۳۸۴ است. که جرم مولی آن ۱۹۴٫۲۳ g/mol می‌باشد. 